# Extraliga (pallavolo femminile, Slovacchia)
La Extraliga è la massima serie del campionato slovacco di pallavolo femminile: al torneo partecipano dieci squadre di club slovacche e la squadra vincitrice si fregia del titolo di campione di Slovacchia.

## Albo d'oro
| Anno             | Podio                | Podio                | Podio                |
| Campione         | Seconda              | Terza                |                      |
| ---------------- | -------------------- | -------------------- | -------------------- |
| 1992-93 Dettagli | Slávia Bratislava    | -                    | -                    |
| 1993-94 Dettagli | Slávia Bratislava    | -                    | -                    |
| 1994-95 Dettagli | Slávia Bratislava    | -                    | -                    |
| 1995-96 Dettagli | SK ZU Zilina         | -                    | -                    |
| 1996-97 Dettagli | SK ZU Zilina         | -                    | -                    |
| 1997-98 Dettagli | Slávia Bratislava    | -                    | -                    |
| 1998-99 Dettagli | Slávia Bratislava    | -                    | -                    |
| 1999-00 Dettagli | Slávia Bratislava    | -                    | Doprastav Bratislava |
| 2000-01 Dettagli | Slávia Bratislava    | -                    | -                    |
| 2001-02 Dettagli | Slávia Bratislava    | Senica               | Slávia Bratislava 2  |
| 2002-03 Dettagli | Slávia Bratislava    | Senica               | Slávia Bratislava 2  |
| 2003-04 Dettagli | Slávia Bratislava    | SK ZU Zilina         | MŠK Žiar             |
| 2004-05 Dettagli | Senica               | Slávia Bratislava    | Doprastav Bratislava |
| 2005-06 Dettagli | Senica               | Slávia Bratislava    | MŠK Žiar             |
| 2006-07 Dettagli | Senica               | Slávia Bratislava    | VTC Pezinok          |
| 2007-08 Dettagli | Slávia Bratislava    | UKF Nitra            | Doprastav Bratislava |
| 2008-09 Dettagli | Doprastav Bratislava | Slávia Bratislava    | Senica               |
| 2009-10 Dettagli | Slávia Bratislava    | Senica               | Doprastav Bratislava |
| 2010-11 Dettagli | Slávia Bratislava    | Doprastav Bratislava | VTC Pezinok          |
| 2011-12 Dettagli | Doprastav Bratislava | Slávia Bratislava    | VTC Pezinok          |
| 2012-13 Dettagli | Slávia Bratislava    | Doprastav Bratislava | Paneurópa Bratislava |
| 2013-14 Dettagli | Doprastav Bratislava | Slávia Bratislava    | VTC Pezinok          |
| 2014-15 Dettagli | Slávia Bratislava    | Spišská Nová Ves     | VTC Pezinok          |
| 2015-16 Dettagli | Slávia Bratislava    | Oktan Kežmarok       | Bratislavský         |
| 2016-17 Dettagli | Slávia Bratislava    | Bratislavský         | Prešov               |
| 2017-18 Dettagli | Bratislavský         | Slávia Bratislava    | UKF Nitra            |
| 2018-19 Dettagli | Slávia Bratislava    | Bratislavský         | Pezinok-Bilíkova     |
| 2019-20 Dettagli | Non assegnato        | Non assegnato        | Non assegnato        |
| 2020-21 Dettagli | Slávia Bratislava    | Pezinok-Bilíkova     | UKF Nitra            |
| 2021-22 Dettagli | Slávia Bratislava    | UKF Nitra            | Nové Mesto n/V       |
| 2022-23 Dettagli | Slávia Bratislava    | VKP Bratislava       | Hit Trnava           |
| 2023-24 Dettagli | Slávia Bratislava    | UKF Nitra            | VKP Bratislava       |

## Palmarès
| Squadra           | Titolo | Stagione |
| ----------------- | ------ | --- |
| Slávia Bratislava | 22     | 1992-93, 1993-94, 1994-95, 1997-98, 1998-99, 1999-00, 2000-01, 2001-02, 2002-03, 2003-04, 2007-08, 2009-10, 2010-11, 2012-13, 2014-15, 2015-16, 2016-17, 2018-19, 2020-21, 2021-22, 2022-23, 2023-24 |
| Bratislavský      | 4      | 2008-09, 2011-12, 2013-14, 2017-18 |
| Senica            | 3      | 2004-05, 2005-06, 2006-07 |
| SK ZU Zilina      | 2      | 1995-96, 1996-97 |